# Герберт Уэст
Герберт Уэст (англ. Herbert West) — персонаж рассказа «Герберт Уэст — реаниматор» (1922) Говарда Лавкрафта, а также последователей «Мифов Ктулху». Уэст великолепный учёный и изобретатель специфического раствора или реагента, который при введении в мёртвый организм способен его оживить. Учился в медицинской школе Мискатоникском Университете в Аркхеме.     
В 2013 году Уэст в исполнении Джеффри Комбса был выбран журналом «Empire» как 42-й по величине персонаж в фильмах ужасов, назвав его «одним из величайших безумных ученых кинематографа». Когда список был обновлен в 2020 году, Уэст занял 43-е место.

## Описание
Лавкрафт так описывает Уэста в рассказе «Герберт Уэст — реаниматор»:
Взгляды Уэста исходили из механистического понимания природы жизни. Лишь зрелость помогла ему понять «хроническую умственную недостаточность профессоров и докторов» — потомков истовых пуритан, уравновешенных, честных, мягких и добросердечных, но всегда ограниченных, нетерпимых, слепо преданных традиции и не видящих дальше своего носа. К их несовершенным и возвышенным характерам, чьим главным пороком является трусость, с возрастом относишься терпимее; впрочем, они стали всеобщим посмешищем в наказание за их интеллектуальные грехи: приверженность птолемеевой системе, кальвинизм, антидарвинизм, антиницшеанство, саббатианство.  
Когда Уэст воскресил мертвеца, омерзение и ужас нельзя было передать словами. Меня и теперь бросает в дрожь при мысли о случившемся, пожалуй даже сильнее, чем в тот раз, когда Уэст пробормотал: «Черт побери, труп был недостаточно свежим!». В следующий раз Уэст убил тварь из пистолета. Странно шесть раз подряд палить из револьвера, когда хватило бы и одного выстрела, но в жизни Герберта Уэста многое было странным. К примеру, не так уж часто молодому врачу, выпускнику университета, приходилось скрывать причины выбора дома у кладбища. Когда Уэст вспоминал о своих неудачах, об отвратительных тварях, оживших в результате опытов над недостаточно свежими трупами, его охватывал страх. Некоторые из этих монстров остались в живых — и когда Уэст думал о встрече с ними, теоретически возможной, но абсолютно невероятной, — то в глубине души содрогался, несмотря на внешнее спокойствие.     
Меня обуревало любопытство относительно того, что принято называть «душой» и то какими тайнами может поделиться с нами восставший из мертвых, и что он мог видеть он в недостижимых сферах? В основном, я разделял материалистические взгляды моего друга. Когда я говорю, что страх Уэста перед своими созданиями был смутным, я прежде всего хочу подчеркнуть сложную природу этого чувства. Отчасти его страх был вызван просто знанием о существовании безымянных монстров, а отчасти — пониманием опасности, которую они могли бы представлять для него при определенных условиях.     

В час расплаты Уэст сказал лишь: «это конец...». Чудовище с безумными глазами схватило Уэста, но он не сопротивлялся и не издал ни звука. Эти мерзкие твари разорвали его на куски и унесли с собой, в отвратительную подземную обитель. Голову Уэста нес их предводитель с восковой головой, в форме канадского офицера. Только тогда в голубых глазах за стеклами его очков впервые вспыхнули настоящие неподдельные чувства.    
Герберт Уэст — блестящий ученый, учился в медицинской школе Мискатоникского университета в Аркхеме, штат Массачусетс. Невысокий стройный юноша в очках, с тонкими чертами лица, светлыми волосами, бледно-голубыми глазами и мягким голосом. Самовлюблённый и энергичный молодой врач фанатичного характера, и абсолютно безжалостный человек. Все своё время посвятил работе, он очень умен, но у него полностью отсутствовали традиционные для человека представления о жалости. Уэст — холодная умная машина. У него отсутствуют понятия морали — эти черты прекрасно изображены в фильме 1985 года. В итоге его высокомерие и неуважение к жизни (смерти) погубило его.
Уэст приобрел известность на медицинском факультете благодаря своим дерзким теориям о природе смерти. Единственной его всепоглощающей страстью было исследование феномена жизни после смерти. Уэст подвергся остракизму со стороны сокурсников-медиков. У него был только один друг. В ходе экспериментов он загубил несметное число животных, восстановив против себя весь факультет. Уэст изучал оккультные книги и труды Геккеля. «За бледным лицом интеллектуала скрывался утонченный Бодлер физического эксперимента, томный Элагабал могил». С помощью управляемой химической реакции Уэст надеялся вновь запустить механизмы в теле, после того, как нем угасли естественные процессы. В результате случайных стечений обстоятельств создал новый состав, который смог оживить мертвеца. Мертвецы становились агрессивными и сеяли хаос. Уэст невозмутимо наслаждался зрелищем самых отвратительных чудовищ, ввергающих в ужас любого здравомыслящего человека. 
Уэст оказал помощь во время эпидемии брюшного тифа в 1905 года в Аркхеме. Основал клинику для бедных фабричных рабочих в Болтоне, соседнем городе. Уэст хотел отомстить декану Алану Хелси и после его внезапной смерти, похитил и воскресил его труп. Все последующие семнадцать лет он то и дело оглядывался назад и жаловался, что слышит за спиной тихие шаги и страдал манией преследования. Со временем научные интересы Уэста выродились в нездоровую причудливую манию. Уэст сильно боялся из-за своих омерзительных занятий и был вынужден вести жизнь затворника, опасаясь каждой тени. Он испытывал страх перед жуткими созданиями, в которых он вдохнул жизнь, но не успел ее отобрать. Временами он боялся полиции. Эксперименты Уэста в последствии стали предметом народных слухов.
После университета он мечтал оказаться на войне, но не потому, что ему нравилось воевать или что он радел за судьбы цивилизации. «Втихомолку он потешался над всплесками военного энтузиазма и негодованием по поводу нейтралитета Америки». Уэст побывал на полях сражений во Фландрии, потому что хотел получить больше свежих трупов с увечьями различной тяжести. Война, на которой он служил хирургом, лишь усугубила его страсть. В своих тайных занятиях медициной он добивался поразительных и пугающих успехов. Обычно Уэст завершал опыты выстрелом из револьвера, но несколько раз оказался недостаточно расторопным. Со временем страсть Уэста приняла совершенно уродливую форм. Все незаурядное мастерство он тратил на оживление отдельных частей человеческого тела, которые он иногда присоединял к чужеродной органической ткани.  
В последние годы жизни Уэст жил в Бостоне. Страх впервые возобладал над ним и у него проявилась слабость, что касалась его душевного состояния, хотя, внешне это никак не проявлялась. Он был таким, как прежде: спокойным, сдержанным и, несмотря на терзавшие его страхи, с годами его юношеский облик никак не изменился. В конце-концов мертвецы настигли его в подвале дома и обезглавили. Полиция до сих пор не раскрыла дело об исчезновении Уэста из своего дома в Бостоне.

## Другие писатели
В рассказе Рона Шифлета «Искупление» Уэст переживает события истории Лавкрафта и открывает магазин, чтобы продолжить свои эксперименты в маленьком городке Иллинойса. Хотя в очередной раз его творения затянуты, концовка осталась, как и в оригинале, несколько двусмысленной.
В романе Питера Дж. Эванса «Кормящие изнутри» Уэст неожиданно появляется в лечебнице Аркхэм и проводит неуказанную процедуру над недавно поступившей сокамерницей Дайаной Стэнли; это приводит к тому, что у нее развивается множественное расстройство личности.
В комиксах Providence Алана Мура Уэст является литературным эквивалентом доктора Гектора Норта в гей-паре с Джеймсом Монтегю (Провиденс).
В рассказе Роберта Прайса «Нечто из окопов» описывается инцидент, когда Уэст служил на Западном фронте вместе с рассказчиком.  Они безуспешно экспериментируют с созданием воина-конгломерата из останков французского и немецкого солдат.

## Фильм

Возвращение реаниматора

- В серии фильмов «Реаниматор» (Реаниматор, Невеста Реаниматора, Возвращение реаниматора) Уэст знаком с доктором Дэниелом Кейном и изображается Джеффри Комбсом в современной обстановке. В фильме у Уэста каштановые волосы. Уэст изображен студентом-медиком в Мискатоническом университете. Действие фильма происходит в течение довольно короткого периода времени, когда Уэст и Кейн все еще учатся на медицинском факультете, в то время как в оригинальном рассказе история разыгрывается на протяжении десятилетий. В «Невесте реаниматора» (1990) используются материалы из двух последних частей. В первых двух фильмах Уэста сыграл актер Джеффри Комбс, а эквивалентом безымянного компаньона Уэста является доктор Дэниел Кейн, которого играет Брюс Эбботт. За «Невестой» последовал «Возвращение реаниматора» (2003), в котором Герберта Уэста перемещается в тюрьму и имеет очень мало общего с рассказом Лавкрафта.
- Режиссер Дилан Марс Гринберг снял фильм под названием «Доктор Уэст: пародия на реаниматора».
- В 2017 году итальянский режиссер Иван Цуккон снял адаптацию на итальянском языке под названием «Герберт Уэст: реаниматор» . В ролях Эмануэле Черман в роли Герберта Уэста и Алессио Керубини в роли Герберта Уэста-младшего.
- Уэст также является персонажем шведского фильма «Каммарен». Сценаристы по-шведски написали его имя и оно стало Герберт Вест. Уэста сыграл шведский актер Кай Стенберг.
- Герберт Уэст появляется в сцене после титров в фильме 2020 года «Урод в замке».

## Игры
- Сюжет рассказа является частью видеоигры, основанной на произведении Лавкрафта «Call of Cthulhu: The Wasted Land» (2012).
- В «Operation Darkness» Уэст - главный герой. Шутер от третьего лица времен Второй мировой войны о подразделении спецназа союзников, обладающем сверхъестественными способностями.
- В «Obscure 2» игрок берет ключ-карту в больнице, принадлежащей человеку по имени Герберт Уэст.
- В «Zombie Tsunami» игрок в какой-то момент открывает зелье под названием «Идеальная реанимационная сыворотка Герберта Уэста».
- В «Sherlock Holmes: The Devil's Daughter» в брошюре, рекламирующей убежище Бедлам, говорится: «По вопросам обращайтесь к доктору Герберту Уэсту».